# Езерово (област Варна)
Вижте пояснителната страница за други значения на Езерово.
Èзерово е село в Североизточна България, област Варна, община Белослав. По данни на ГРАО към 15 март 2025 г., в селото живеят 1748 души по настоящ адрес.

## География
Езерово е разположено на 12 метра надморска височина във Варненската низина, на западния бряг на Варненското езеро и на 10 километра западно от град Варна. Землището му е с площ 9,299 квадратни километра и граничи със землищата на Тополи на изток, Игнатиево на север, Страшимирово на запад и Константиново на юг, отвъд Варненското езеро.

## История
Селото носи името Малък Аладън до първата половина на XX век. Между 1895 и 1906 в края на Варненското езеро, преди връзката му с Белославското езеро, край селото е изградена и функционира каменна кариера „Малък Аладън“ с железопътна станция. Те извършват добив и транспорт на каменния материал, необходим за отделните съоръжения при изграждането на Пристанище Варна. Според Карел Шкорпил част от камъните са добити от оцелял римски строеж, чиито основи съдържат обработени големи каменни блокове. Според интерпретациите на тези данни, добивът е осъществяван от т.нар. Юстинианова крепост, наречена Теодориада.

## Население
Численост на населението според преброяванията през годините:
| \| Година на преброяване \| Численост \| \| --------------------- \| --------- \| \| 1934 \| 350 \| \| 1946 \| 238 \| \| 1956 \| 284 \| \| 1965 \| 693 \| \| 1975 \| 1931 \| \| 1985 \| 1595 \| \| 1992 \| 1643 \| \| 2001 \| 1666 \| \| 2011 \| 1771 \| \| 2021 \| 1544 \| |           |
| Година на преброяване | Численост |
| 1934 | 350       |
| 1946 | 238       |
| 1956 | 284       |
| 1965 | 693       |
| 1975 | 1931      |
| 1985 | 1595      |
| 1992 | 1643      |
| 2001 | 1666      |
| 2011 | 1771      |
| 2021 | 1544      |

Етнически състав
Численост и дялове на етническите групи според преброяването на населението през 2011 г.:
|                     | Численост | Дял (в %) |
| Общо                | 1771      | 100,00    |
| Българи             | 876       | 49,46     |
| Турци               | 622       | 35,12     |
| Цигани              | ?         | ?         |
| Други               | ?         | ?         |
| Не се самоопределят | ?         | ?         |
| Неотговорили        | 259       | 14,62     |

## Икономика
В селото работят предприятията: ТЕЦ Варна, Енергоремонт Варна, Корабостроителница „МТГ Делфин“, Пътстрой Варна, Булмак 2005, Семиз, Екоинвес Асетс, Булрем, Климамаркет-Ефендулов, Доминант-М, Пътстрой, Трансстрой, М-строй, Пристанище Езерово.

## Инфраструктура
През Езерово преминава железопътна линия 2 (София – Варна), която има там спирка „Езерово“ източно от селото и гара „Езерово“ западно от него, при ТЕЦ „Варна“. Езерово и Сомовит (обл. Плевен) са единствените села в България с железопътна гара и пристанище. През Езерово преминава и Републикански път III-2008, който следва северния бряг на Варненското езеро от Девня до Варна, а от него се отделя общински път до Републикански път I-2.
В селото има едно училище – Основно училище „Св. св. Кирил и Методий“.

## Култура
В селото, което е най-голямото в община Белослав, има действащи църква, джамия и читалище.
Църквата е посветена на Свети великомъченик Георги Победоносец и затова Гергьовден е празник на селото. Храмът е осветен през 1997 година, като първоначално е имало решение да бъде посветен на Свети Четиридесет мъченици, но по настояване на жителите на Езерово за закрилник е избран Свети Георги Победоносец.
Строителството на джамията в селото започва през 2002 г. Храмът е действащ от 2016 година.
В селото работи читалище „Искра“, създадено през 1936 година. В момента към него има действащи детски танцов състав, фолклорна група, музейна сбирка.

## Известни личности
Родени в Езерово
- Александър Миронов, шампион по тайбокс (2008, Варна)
- Александър Мутафчийски (1972), артист-солист от Музикалния театър „Стефан Македонски“, София
- Марчо Борков Гарнизов, MMA боец: републикански шампион (юни 2010, 55 кг), 2-ро място в турнира за купата на България (октомври 2010), дебют на професионалния ринг с победа (13 август 2011, до 60 кг, турнир „Мах файт“)